# Pteridophyllaceae
Classification APG II (2003)
Famille
Classification APG III (2009)
Les Ptéridophyllacées sont une famille de plantes à fleurs dicotylédones qui comprend une espèce Pteridophyllum racemosum. 
Ce sont des plantes herbacées pérennes, sans tiges, aux feuilles très découpées, en rosette basale, des régions tempérées, originaires du Japon.

## Étymologie
Le nom vient du genre type Pteridophyllum, issu du grec πτέρης / pteris, « aile ; fougère », et φύλλων / fyllon, feuille, en référence à la forme des feuilles qui font penser à celle des fougères.

## Classification
Anciennement placée dans les Fumariaceae, cette famille a ensuite été considérée comme une famille potentiellement à part par la classification phylogénétique APG II (2003). Pour celle-ci, les Pteridophyllaceae étaient une famille optionnelle, ou sinon insérée parmi les Papaveraceae.
En classification phylogénétique APG III (2009) cette famille est invalide ; cette espèce est incorporée dans la famille Papaveraceae.